# Eblisia obliqua
Eblisia obliqua är en skalbaggsart som beskrevs av Lewis 1903. Eblisia obliqua ingår i släktet Eblisia och familjen stumpbaggar. Inga underarter finns listade i Catalogue of Life.